# 八潮市立八潮中学校
八潮市立八潮中学校（やしおしりつ やしおちゅうがっこう）は、埼玉県八潮市中央一丁目にある公立中学校。市役所などが位置する八潮市中心部を校区としている。

## 沿革
戦後の学制改革として1947年4月1日に教育基本法と学校教育法が施行され、これまでの複線的な中等教育を整理した新制中学校が発足した。それに伴い、現在の八潮市域にあたる南埼玉郡八条村、潮止村、八幡村の3村でも新制中学校が設置された。3校はそれぞれ村名を冠し、それぞれ八条村立八條中学校、潮止村立潮止中学校、八幡村立八幡中学校と称した。1956年には昭和の大合併で3村が合併して八潮村が誕生し、3校ともに八潮村の管理する中学校となった。1961年～1962年には3校が統合されて現在の八潮中学校が開校した。1964年の町制施行、1972年の市制施行に伴い、八潮町立、八潮市立へと改称している。1970年代の人口急増期には新設の中学校が相次いで分離されているが、1994年にはそれらの中学校で、かつての八條中学校、潮止中学校、八幡中学校の名称が復活している。

### 年表
- 1947年（昭和22年）4月 - 学制改革により、八条村立八條中学校、潮止村立潮止中学校、八幡村立八幡中学校開校
- 1956年（昭和31年）9月 - 3村合併により、八潮村立八條中学校、八潮村立潮止中学校、八潮村立八幡中学校へ改称
- 1961年（昭和36年）4月 - 八條中学校、潮止中学校を統合し、八潮村立八潮中学校開校
- 1962年（昭和37年）4月 - 八幡中学校を八潮中学校に統合
- 1964年（昭和39年）10月 - 町制施行により、八潮町立八潮中学校へ改称
- 1972年（昭和47年）1月 - 市制施行により、八潮市立八潮中学校へ改称
- 1972年（昭和47年）4月 - 八潮第二中学校（現八潮市立大原中学校を分離
- 1977年（昭和52年）4月 - 八潮第三中学校（現八潮市立八條中学校を分離
- 1978年（昭和53年）4月 - 八潮第四中学校（現八潮市立八幡中学校を分離
- 2025年（令和7年）1月 - 埼玉県道54号の陥没事故に伴い、体育館が避難所となる[1]。
- 不明 - 校歌制定（作詞：下山つとむ、作曲：古関裕而）

## 部活動
体育系
- 陸上競技部
- サッカー部
- 男子ハンドボール部
- 女子ハンドボール部
- 野球部
- 男子ソフトテニス部
- 女子ソフトテニス部
- 男子バドミントン部
- 女子バドミントン部
- 卓球部
- 男子バスケットボール部
- 女子バスケットボール部
- 女子バレーボール部
- 水泳部
- 剣道部

文化系
- 吹奏楽部
- 科学部
- 英会話部
- 園芸部
- 家庭科
- 美術部
- 日本文化部
- ボランティア部

## 学校の周辺
- 八潮市役所
- 八潮中央公園
- 八潮メセナ

## 交通アクセス
- 首都圏新都市鉄道つくばエクスプレス 八潮駅下車
- 東武伊勢崎線（東武スカイツリーライン） 草加駅下車